# حوزه انتخابیه بهار و کبودرآهنگ
حوزهٔ انتخاباتی بهار و کبودراهنگ  یکی از حوزه‌های استان همدان برای انتخابات مجلس شورای اسلامی است. این حوزه به مرکزیت شهر بهار، ۱ نماینده دارد.  

## نمایندگان مجلس شورای اسلامی
- کاظم اکرمی
- شیخ علی مثبت
- علی یعقوبی
- رضا طلایی نیک
- عیسی جعفری
- محمدعلی پورمختار
- عیسی جعفری
- فتح الله توسلی

## پی‌نوشت و منبع
1. ↑  حوزه انتخاباتی بهار و  کبودرآهنگ به مرکزیت شهر بهار است.
2. ↑  تبصره (الحاقی ۱۲ /۸/ ۱۳۷۸) قانون انتخابات مجلس شورای اسلامی- ترتیب نام حوزه انتخابی بر اساس حروف الفبا است

- «تبصره (الحاقی ۱۲ /۸/ ۱۳۷۸)-». شورای نگهبان.
- «جدول حوزه‌های انتخابیه در انتخابات نهمین دورهٔ مجلس شورای اسلامی» (PDF). مرکز پژوهش و سنجش افکار صدا و سیما. بایگانی‌شده از اصلی (PDF) در ۵ اكتبر ۲۰۱۸. دریافت‌شده در ۱۵ ژوئن ۲۰۱۶. تاریخ وارد شده در |archive-date= را بررسی کنید (کمک)